# Sargodha
Sargodha nằm ở tây bắc Pakistan, là nơi sản xuất chanh cam tốt nhất của Pakistan. Thành phố là một trung tâm thương mại nông nghiệp. Sargodha là một trog các thành phố quy hoạch ở Pakistan, cùng với 4 thành phố khác Gwadar, Jauharabad, Faisalabad và Islamabad.
Sargodha (tiếng Urdu: سرگودھا) là một thành phố thuộc Punjab, Pakistan. Thành phố có dân số ước tính năm 2010 là 600.501 người. Đây là thành phố lớn thứ 11 quốc gia này. Sargodha nằm ở tây bắc Pakistan, là nơi sản xuất chanh cam tốt nhất của Pakistan. Thành phố là một trung tâm thương mại nông nghiệp. Sargodha là một trog các thành phố quy hoạch ở Pakistan, cùng với 4 thành phố khác Gwadar, Jauharabad, Faisalabad và Islamabad.